# Sinfonia n. 1 (Nielsen)
La Sinfonia n. 1 in sol minore op. 7 di Carl Nielsen è una composizione per orchestra scritta nel 1892.

## Storia
Al contrario del suo celebre coetaneo Jean Sibelius, Carl Nielsen non scelse di recarsi all’estero per perfezionare la propria formazione musicale; dopo aver trascorso il periodo dell’adolescenza presso il villaggio natio, nel maggio 1883 decise di trasferirsi a Copenaghen, dove prese contatto con Niels Gade, la più nota e influente personalità nel campo musicale in Danimarca, al quale sottopose a giudizio un quartetto per archi da poco composto.  Gade rimase colpito dal talento del giovane musicista al punto da invitarlo a proseguire senz’altro gli studi presso il Conservatorio della capitale danese, sotto la guida di V. Tofte (violino), O. Rosenhoff (teoria) e dello stesso Gade (storia della musica).
A Copenaghen Nielsen conobbe Johan Severin Svendsen, compositore e direttore d’orchestra norvegese, all’epoca recentemente nominato direttore dell’Orchestra di Corte danese. Seguace, a differenza di Edvard Grieg, del romanticismo tradizionale germanico, Svendsen era un musicista dotato di un eclettismo cosciente ed esperto, aperto ai più vari influssi della grande musica in Europa che spaziavano dai poemi sinfonici di Franz Liszt al severo sinfonismo di Johannes Brahms, financo al colorito folclorismo slavo di Pëtr Čajkovskij. L’influenza di Svendsen su Carl Nielsen nel pieno periodo formativo di quest’ultimo fu tale da essere ben manifesta già nella Piccola Suite op. 1 per orchestra d’archi  ed è avvertibile anche nella Prima Sinfonia, composta tra il 1891 ed il 1892 ed eseguita per la prima volta, non a caso, dallo stesso Svendsen  a Copenaghen il 14 marzo 1894. 
Tra le sei Sinfonie del compositore danese, la Prima può essere considerata come la sua opera più tradizionale, dove si manifesta l’attaccamento a una tradizione popolare votata più al canto lirico che (a differenza della Finlandia di Sibelius) a quello epico. Accanto alla tradizione, tuttavia, si rinviene nella sinfonia anche la presenza di taluni elementi innovativi propri dello stile personale di Nielsen  che sarebbe successivamente approdato ad un linguaggio musicale svincolato dal passato e condotto verso una vera e propria disintegrazione tonale.

### Première
La prima esecuzione avvenne a Copenaghen il 14 marzo 1894 con l'Orchestra Reale Danese diretta da Johan Svendsen.

## Organico
- 3 flauti (il primo funge da ottavino nel quarto movimento)
- 2 oboi
- 2 clarinetti in si bemolle
- 2 fagotti
- 4 corni (2 in mi bemolle, sol e do, 2 in si bemolle e fa)
- 2 trombe (in mi bemolle e do)
- 3 tromboni (2 tenori e 1 basso)
- timpani
- archi

## Struttura
- I. Allegro orgoglioso

Già all’inizio del primo movimento, l’originalità dello stile di Nielsen si manifesta nell’urto della tonalità in sol minore del tema sull’accordo solitario dell’orchestra esposto all’inizio di do maggiore, che può aver turbato il pubblico dell’epoca  (e che probabilmente può aver destato qualche perplessità allo stesso Brahms, al quale Nielsen aveva mostrato l’opera in occasione di una visita a Vienna nel 1893). L’intero movimento è basato sull’elaborazione del contrasto armonico tra i due tipi di tono, compresi i passaggi in cui all’orchestra è richiesta un’esecuzione artistica molto energica e sonora. 
- II. Andante

Il secondo movimento è contrassegnato da un’ampia melodia che si distende semplice e piana, espressione di un linguaggio musicale nazionale “nordico”, benché Nielsen non si riveli (specie nell’età matura) un compositore sensibile alle seduzioni del “colore locale”; se la sua musica può richiamare l’impressione del paesaggio nordico, esso non è più (al contrario dell’opera di Sibelius) essenzialmente «brumoso e crepuscolare e leggendario, bensì lucido, quasi tragicamente sereno e tutto moderno». La musica desta all’ascolto una sensazione di serena bellezza, senza lasciare alcuno spazio a coloriture sentimentali.
- III. Allegro comodo

Nel terzo movimento, l’estrosità dell’armonia e la raffinatezza ritmica sottolineano la volontà stilistica indipendente di Nielsen, la sua disponibilità verso il futuro o, quanto meno, la sua presa di coscienza sul presente musicale in Europa che lo condurrà all’impiego nelle opere della maturità di stilemi dissonanti e di procedimenti politonali che sono il risultato di una ricerca solitaria e consapevole, senza motivazioni di necessità o di costume (una risorsa, questa, che distingue l’opera di Nielsen da quella del compositore svedese Kurt Atterberg, altro eminente rappresentante del sinfonismo scandinavo). La libertà dal vincolo delle forme tradizionali si manifesta qui in Nielsen mediante la rottura con le convenzioni: nel movimento viene accennato un trio che poi in effetti non segue.
- IV. Allegro con fuoco

Il movimento finale ha un carattere marziale; in esso si colgono i tratti precipui del sinfonismo di Nielsen, proteso alla ricerca di un linguaggio assolutamente personale, che con il tempo condurrà il compositore danese verso una radicale “disintegrazione tonale” (in luogo della “germinazione tematica” di Sibelius); ogni spinta inventiva del sinfonismo di Nielsen non scaturisce dalla melodia, bensì dal peso armonico e dalla varietà ritmica. In conclusione, può osservarsi come l’importanza storica della Prima Sinfonia stia nel fatto che essa segna la comparsa sul palcoscenico internazionale di un giovane, promettente compositore, all’apparenza forse un po’ impetuoso  ma indubbiamente originale.

## Registrazioni
Discografia selettiva
- BBC Philharmonic Orchestra, John Storgårds (Chandos)
- Danish Radio Symphony Orchestra, Thomas Jensen (Decca)
- Danish Radio Symphony Orchestra, Erik Tuxen (Danacord)
- Danish Radio Symphony Orchestra, Michael Schønwandt (Alliance)
- Orchestra Sinfonica di Göteborg, Neeme Järvi (Deutsche Grammophon)
- Janáček Philharmonic Orchestra, Theodore Kuchar (Brilliant Classics)
- London Symphony Orchestra, Ole Schmidt (Musical Concepts)
- National Symphony Orchestra of Ireland, Adrian Leaper (Naxos)
- Orchestra di Filadelfia, Eugene Ormandy (Sony BMG)
- Hr-Sinfonieorchester, Paavo Järvi (RCA BMG)
- Orchestra Reale Danese, Paavo Berglund (RCA BMG)
- Royal Scottish Orchestra, Bryden Thomson (Chandos)
- San Francisco Symphony Orchestra, Herbert Blomstedt (Decca)
- Orchestra Sinfonica della Radio Svedese, Esa-Pekka Salonen (Sony BMG)